# Żabojady
Żabojady (Duits: Szabojeden; 1936-1938: Schabojeden; 1938-1945: Sprindberg) is een plaats in het Poolse woiwodschap Ermland-Mazurië, in het district Gołdapski. De plaats maakt deel uit van de gemeente Dubeninki en telt 49 inwoners.